# 菲内塔号防护巡洋舰
菲内塔号是德意志帝国海军于十九世纪后期建造的五艘维多利亚·路易丝级防护巡洋舰的四号舰，以中世纪的神话之城菲内塔命名。它于1896年在但泽的帝国船厂开始架设龙骨、1897年12月下水，至1899年9月完工并投入舰队使用。舰只的主舰炮由两门210毫米40倍径和八门150毫米40倍径速射炮组成，最高速度为19节。
菲内塔号于职业生涯的头几年都在美洲基地服役。在此期间，它曾参与1902－1903年的委内瑞拉危机，并炮击了几座委内瑞拉要塞。它于1905年返回德国，并自1908年起担任鱼雷教练船。经过1909－1911年间进行的现代化改造后，舰只转而被用作海军学员的教练船。1912年11月，它参加了反对第一次巴尔干战争的国际海军抗议活动。当第一次世界大战爆发时，它被动员至第五侦察集群，但只是短暂的担任过前线任务。菲内塔号于1915年后被用作宿营船，并最终于1920年出售拆解。

## 设计

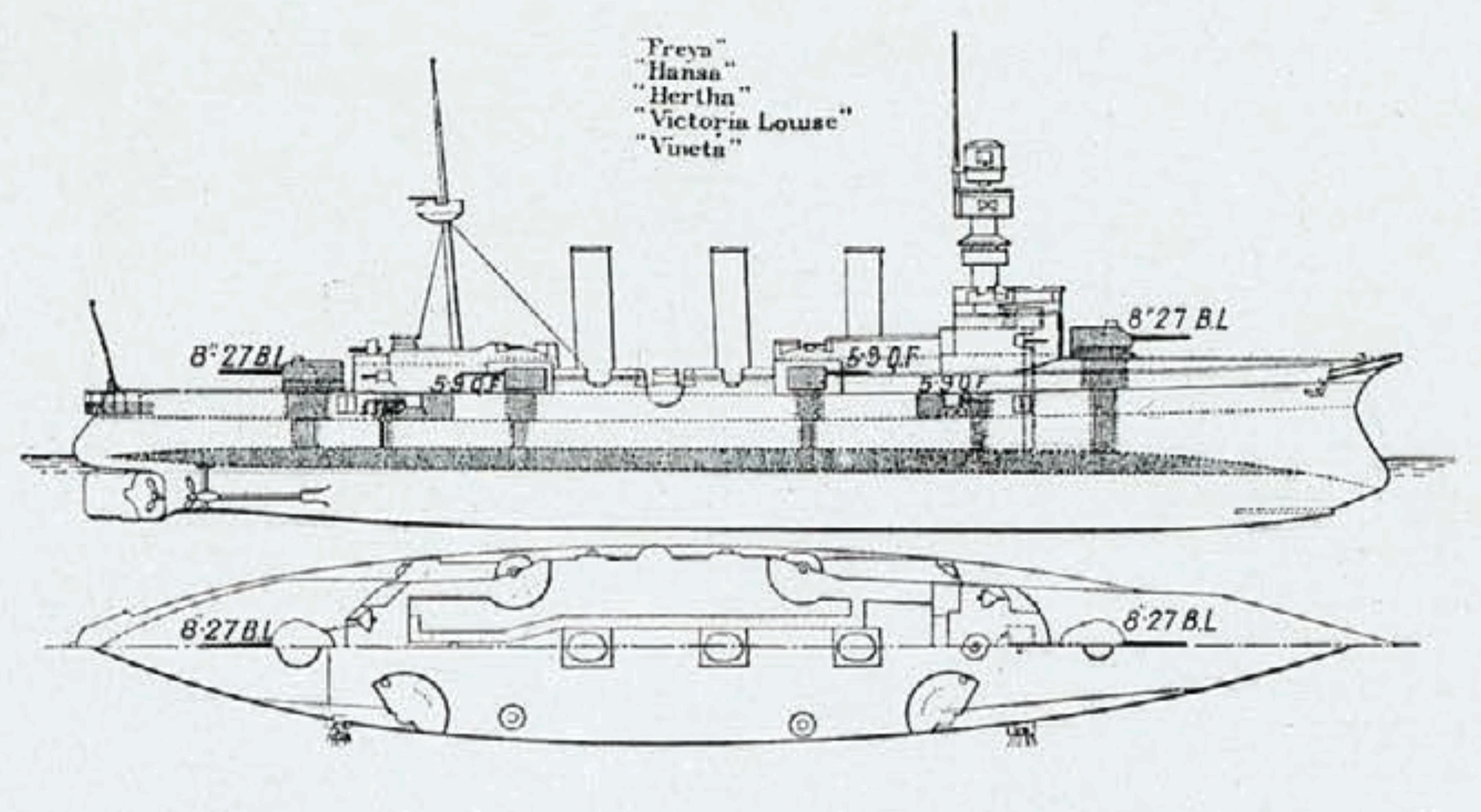
维多利亚·路易丝级舰只线条画

菲内塔号是作为新增编入舰队的防护巡洋舰而以字母“M”为代号进行订购，并于1896年夏天在但泽的帝国船厂开始架设龙骨。它于1897年12月9日下水，继而展开舾装工作。在下水仪式上，由于原定于发表演讲的海军中将卡尔·费迪南德·巴奇因病缺席，遂由海军上将弗里德里希·冯·霍尔曼顶替到场，并主持以神话之城菲内塔的名义为舰只命名。至1899年9月13日，菲内塔号正式投入练习舰队使用。
菲内塔号的全长为110.6（362英尺10英寸），有17.4（57英尺1英寸）的舷宽和7.34（24英尺1英寸）的吃水深度。在满载情况下，舰只的排水量可达6,705公噸（6,599長噸）。其推进系统由三套立式四缸三胀蒸汽机组成，通过十二台杜尔锅炉提供动力。舰只的最高速度为19.6節（36.3每小時），并可以12節（22每小時）的速度续航3,412海里（6,319）。其标准船员编制为31名军官和446名水兵。
菲内塔号配备有两门安装在单座炮塔上的210毫米40倍径速射炮；其中舰艏、舰艉各一门。每门炮各共提供58发弹药，射程为16,300（17,800碼）。舰只还搭载有八门150毫米40倍径速射炮；其中四门安装在舰舯的炮塔上，另外四门则置于炮廓内。这些炮支的射程为13,700（15,000碼）。舰只的副炮则由十门88毫米30倍径速射炮组成，另有十挺机炮作为补充。它还标配搭载有三具450（17.7英寸）鱼雷管和八枚鱼雷；其中两具发射器安装在舷侧，第三具设于舰艏，均浸没在水线以下。

## 服役历史
在1899年入役后，菲内塔号被派往海外。其当时的舰长为赫尔曼·达·丰塞卡-沃尔海姆。该舰被分配至美洲基地，与小巡洋舰秃鹫号和炮艇猞猁号在一起。1900年5月，菲内塔号前往玛格丽塔岛，以考察其作为海军基地的潜力，但德国人认为该港口不足以满足此目的。1901年末，菲内塔号与小巡洋舰隼号被派往委内瑞拉展示兵力，以迫使委内瑞拉政府对1890年代的国内冲突作出赔偿。自1902年12月开始，菲内塔号加入了德国海军在1902－1903年委内瑞拉危机期间的分遣队。12月13日，一艘英籍商船的船员遭委内瑞拉军队登船逮捕；作为回应，英国军队向卡贝略港的军事要塞发动炮击，并征募菲内塔号参与行动。菲内塔号的任务是炮击利伯塔多（Libertador）和维吉亚（Vigia）的要塞。1903年1月，炮艇豹号袭击了马拉开波的圣卡洛斯炮台，但遭击退。因此，菲内塔号于1月21日被派去镇压火炮。在轰炸期间，菲内塔号将炮台点燃并焚毁。
1903年，菲内塔号其中一个150毫米炮的弹药舱发生爆炸，但并未对舰只造成重大损害。然而，这次事故却带来了显著的深远影响，因为它暴露了德国推进剂装药的不稳定性。为此，德国人重新设计了推进剂的成分，并于1914年投入使用。在第一次世界大战期间，当几艘德国战列巡洋舰的弹药舱被英国炮弹击穿时，这种新的、更稳定的推进剂使得它们免于毁灭。1904年1月，菲内塔号率东美洲巡洋支舰队一同到访了新奥尔良，当时的支舰队成员包括有隼号、豹号和瞪羚号。菲内塔号于1905年脱离东美洲支队并返回德国。自1908年起，它被用作鱼雷教练船。1909年，它又回到但泽帝国船厂的旱坞进行现代化改造，并在此期间更换了锅炉的样式。舰只最初设三座烟囱，而在现代化的过程中则调整为两座。改装于1911年完成，菲内塔号自此开始担任海军学员的教练船。
1912年秋季，菲内塔号及其姊妹舰赫塔号一同巡航前往地中海。老旧的巡洋舰秃鹫号也身处该地区。在第一次巴尔干战争期间，当保加利亚军队准备进军君士坦丁堡时，列强在当地部署了一支海军部队，以保障外国侨民在奥斯曼帝国的安全。菲内塔号和战列巡洋舰格本号作为这支部队的一份子被派往君士坦丁堡。国际舰队共派遣了约3000名官兵上岸。在停火似乎即将到来之际，部队撤回至克里特岛，但战斗于2月再度爆发，该岛亦被希腊所占领。1914年1月23日，当海地总统米歇尔·奥雷斯特退位时，菲内塔号正身处海地。他登舰寻求庇护，该舰与美国装甲巡洋舰蒙大拿号共同在太子港派遣陆战队上岸，以防止首都发生骚乱。
菲内塔号在第一次世界大战期间的运用十分有限。当敌对行动爆发时，它被临时动员至第五侦察集群，任务是在波罗的海训练海军学员。然而至1914年底，舰只便被撤出现役。然后，它开始作为一艘岸防舰使用。1915年之后，它再度撤离前线值勤，并至基尔的帝国船厂担任宿营船。舰只于1919年12月6日正式从海军名录中除籍并售予哈尔堡的拆船商。它于翌年拆解报废。